# Ferdinand Lecomte
Pour les articles homonymes, voir Lecomte.
Ferdinand Lecomte, né à Lausanne le 18 août 1826 et mort dans la même ville le 21 novembre 1899, est un écrivain, bibliothécaire, historien et chroniqueur militaire suisse et colonel de l'armée fédérale. Personnalité politique membre du Parti radical, il occupa aussi diverses fonctions et charges civiles administratives et politiques : sous-préfet du district de Lausanne puis chancelier du Canton de Vaud et secrétaire du Grand Conseil entre 1875 et 1899.

## Biographie
Ferdinand Lecomte doit interrompre ses études de droit pour gagner sa vie. Il sera ainsi successivement préparateur de physique à l'Académie, journaliste au Nouvelliste vaudois en 1845, professeur d'histoire à l'école moyenne, bibliothécaire à la Bibliothèque cantonale du canton de Vaud entre 1860 et 1875.

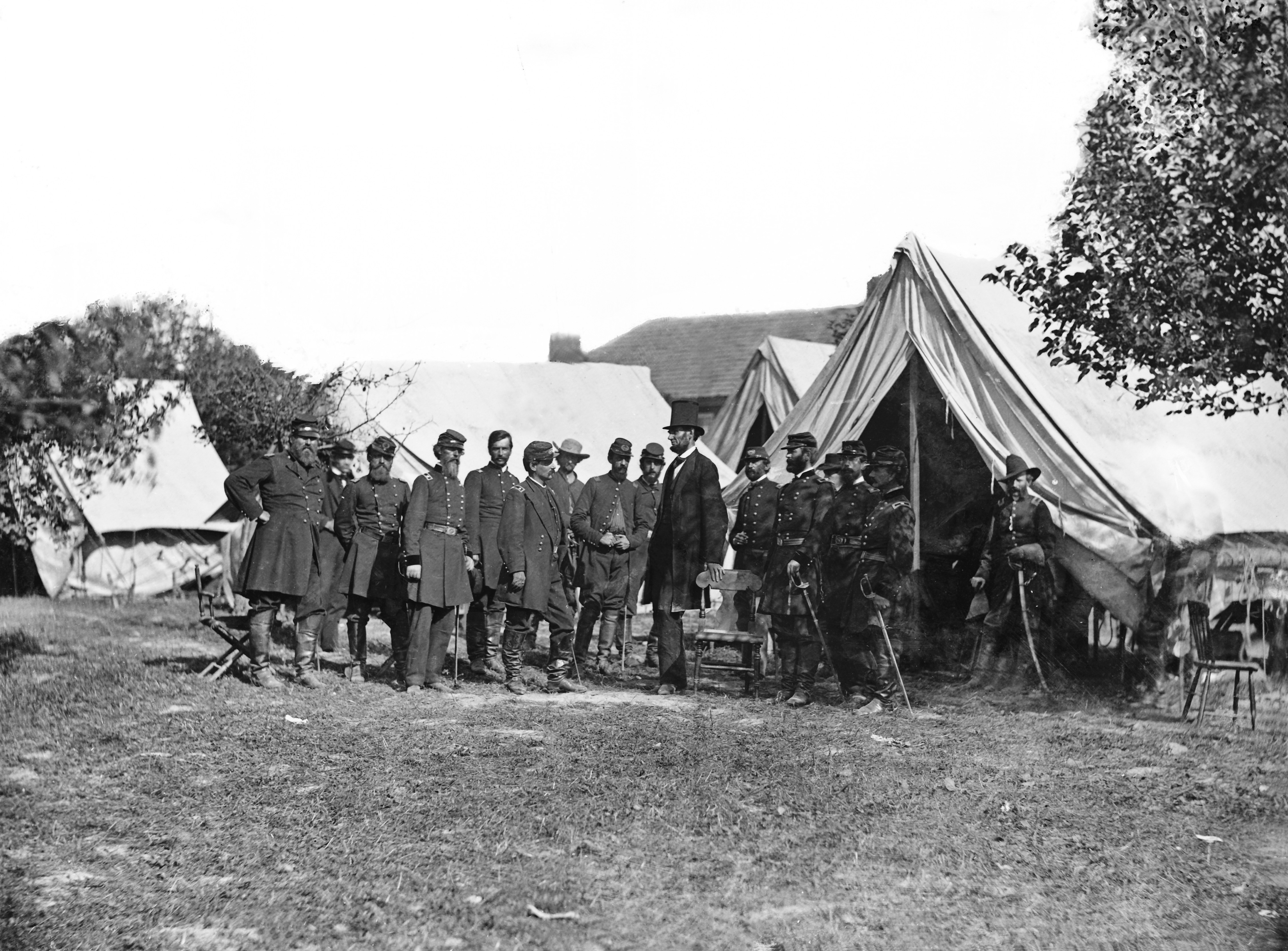
L' état-major de McClellan à Antietam lors d'une visite du Président Abraham Lincoln, octobre 1862.

Ferdinand Lecomte fut le premier biographe du général et théoricien militaire Antoine-Henri de Jomini, biographie qu'il rédigea probablement en partie sous la dictée de Jomini lui-même. Il entrera d'ailleurs par la suite en relation épistolaire avec Charles-Augustin Sainte-Beuve lorsque celui-ci entreprendra la rédaction de sa propre biographie du général d'Empire,. Ferdinand Lecomte est aussi le fondateur en 1856 de la Revue militaire suisse dont il assura également la direction.
Il fut l'un des nombreux observateurs militaires européens de la guerre de Sécession et servit au sein de l'état major de George Brinton McClellan avec le grade de major, ses opinions politiques radicales en faisant un ardent partisan de l'Union. Il consacra une importante production littéraire sur le thème - tant sous forme de chroniques dans les revues d'époque spécialisées dans les questions militaires que sous forme d'ouvrages spécifiquement consacrés à ce conflit et par la suite, se pencha également sur les guerres européennes de la seconde moitié du XIXe siècle - Guerre des Duchés (1864), Guerre austro-prussienne (1866), Guerre franco-allemande (1870-1871), Guerre gréco-turque (1897), .. - et sur certaines campagnes coloniales - retraite de Lang Son en 1885 notamment, études qui lui valurent un certain renom dans les milieux militaires européens. Il rédigea également divers traités militaires académiques et un traité de droit civique.  

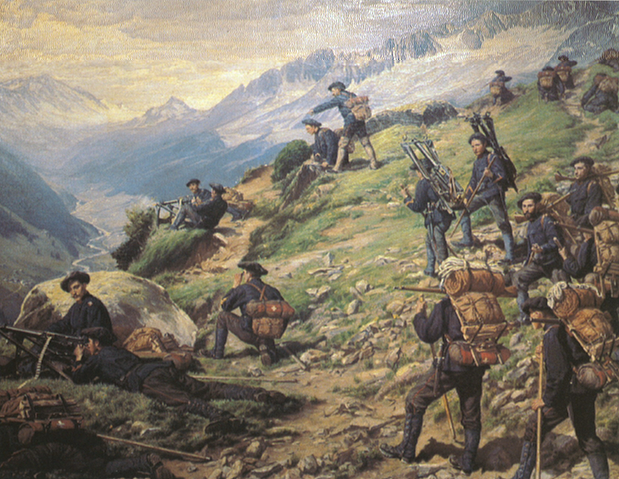
L'armée suisse en 1896.

Il fut encore, en 1851, le fondateur de La Guêpe, journal satirique inspiré du fameux Charivari illustré par Daumier. Il sera également conseiller communal à Lausanne. Très actif dans les coulisses de la politique, il participera à l’organisation de plusieurs campagnes du parti radical, entre 1850 et 1860. Il occupera encore la fonction de sous-préfet de Lausanne, sera secrétaire du Grand Conseil, membre de l’organisme gouvernant la capitale vaudoise lors de la mise sous régie de celle-ci en 1856 et bibliothécaire cantonal, avant d'être appelé en 1875 à la Chancellerie du canton. En 1860 il reçoit le grade de major, puis de colonel fédéral en 1867. Il devint chef d'état-major de la division frontière 2 en 1870, en prit le commandement en 1875 et l'exerça jusqu'en 1891.
Jouissant d'une influence certaine dans les milieux militaires en tant que théoricien, Ferdinand Lecomte s'opposa au développement des fortifications en estimant celles-ci dépassées par les progrès de l'artillerie.

## Écrits et œuvre

### Écrits
- Éléments d'instruction civique et de droit public du canton de Vaud Imprimerie Corbaz et Rouiller, Lausanne 1855.
- Quelques observations militaires à propos de l'entrée des alliés à Sébastopol id. 1855.

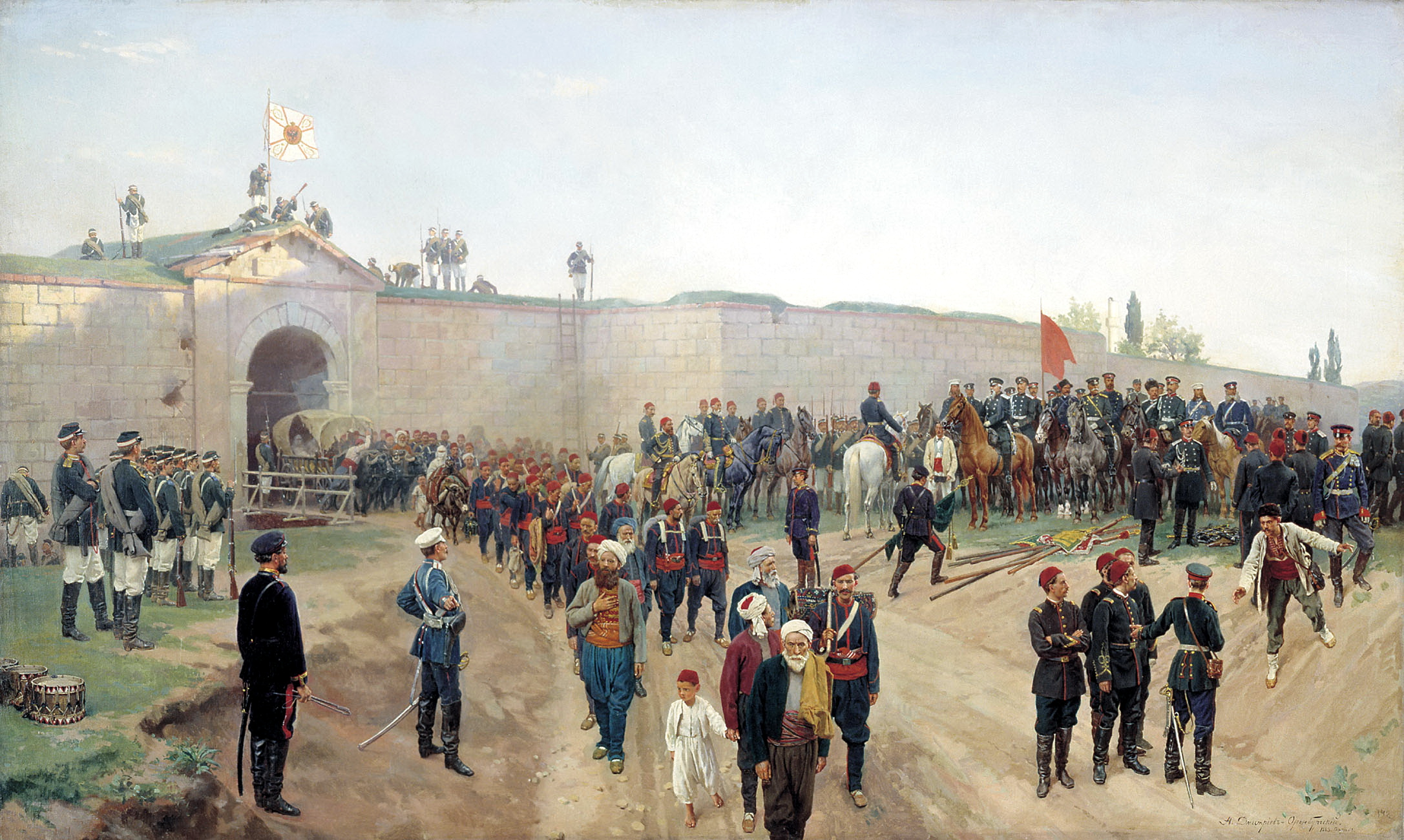
La Guerre russo-turque de 1877-1878. Tous les conflits européens de la seconde moitié du XIXe siècle furent étudiés par Ferdinand Lecomte.

- Le général Jomini, sa vie, ses écrits : esquisse biographique et stratégique Ch. Tanera Éditeur Paris 1860[note 2],[10] - Genève : Slatkine-Megariotis Reprints, 1975.
- Relation historique et critique de la campagne d'Italie en 1859 - Supplément à la Revue militaire suisse. Corbaz et Rouiller Fils 1860.
- L'Italie en 1860: Esquisse des événements militaires et politiques Ch. Tanera 1861.
- Campagnes de Virginie et de Maryland en 1862: documents officiels soumis au Congrès id. 1863.
- Guerre des États-Unis d'Amérique: rapport au département militaire suisse id. 1863 - Scholarly Publishing Office, University of Michigan Library, 2004  (ISBN 1418123390 et 9781418123390) et 2006  (ISBN 142551250X et 9781425512507) (rééditions en anglais).
- Guerre du Danemark en 1864: esquisse politique et militaire id. 1864.
- Guerre de la sécession: esquisse des événements militaires et politiques id. 1867.  Tome 1, Tome 2 et Tome 3.
- Guerre de la Prusse et de l'Italie contre l'Autriche et la Confédération germanique en 1866. Volume 1 et Volume 2 Ch. Tanera 1868.
- Études d'histoire militaire : Antiquité et Moyen Âge - Volume 1, J. Chantrens 1869.
- Études d'histoire militaire : temps modernes (jusqu'à la fin du règne de Louis XIV) - Volume 2, id. 1870.
- Relation historique et critique de la guerre franco-allemande en 1870-1871 quatre volumes Ch. Tanera 1872-1874.
- Guerre d'Orient en 1876-1877: esquisse des événements militaires et politiques. B. Benda, 1877 (Volume 1) et 1878 (Volume 2). - Adamant Media Corporation 2006  (ISBN 0543915182 et 9780543915184) Volume 1.
- Le major Davel: notice historique Galempoix et Devaud, 1878
- Précis politique et militaire des campagnes de 1812 à 1814: Extrait des souvenirs inédits du général Jomini Nouvelle revue, 1886 - Slatkine-Megariotis Reprints, 1975.
- Guerre d'Espagne: extrait des souvenirs inédits du Général Jomini (1808-1814) L. Baudoin & cie, 1892.
- Voyage pratique au Japon, Challamel, 1893 (sous le pseudonyme de Dionys)
- Les Suisses au service de Napoléon Ier - Les mémoires du général Baron de Marbot, quelques mots de réponse à ces mémoires id.

### Traductions et préfaces
- W. Rustow : Instruction sur la partie active du service de l'état-major en campagne. À l'usage de l'État-major fédéral. (traduction de l'allemand), Imprimerie Corbaz et Rouiller, Lausanne 1857.
- Samuel-Auguste Salquin : La chaussure militaire : Préface. J. Dumaine, 1880.

### Varia (articles de presse, rapports, etc.)
- À propos du 19 avril (1874)[note 3]: Lettre à quelques amis. Corbaz & Rouiller Fils, 1874.
- Deux mots sur la question de la taxe d'exemption militaire. Rouge et Dubois, 1876.
- La Neutralité de la Belgique et de la Suisse en cas de guerre entre la France et l'Allemagne. in La Nouvelle Revue Tome 20 (Janv.-Fév. 1883) - p. 29.
- La neutralité de la Belgique in Revue de Belgique  Volume 56,  Parent et fils 1887.
- Rapport sur la Question de la Centralisation militaire. Berne, Société des Officiers de la Confédération Suisse. Assemblée des délégués (1888). A. Borgeaud, 1888.

## Héritage et influence contemporaine de Ferdinand Lecomte
La prolifique production livresque de Ferdinand Lecomte reste encore un référentiel pour la littérature historique militaire moderne, notamment aux États-Unis pour ce qui concerne ses études sur la guerre de Sécession. L'on retrouve ainsi référence à ses travaux dans les ouvrages suivants :
- Puissance militaire des États-Unis d'Amérique, d'après la guerre de sécession: 1861-1865 de François-Paul Vigo-Roussillon (J. Dumaine, Libraire-Éditeur de l'Empereur, Paris 1866).
- Türk Tarih Kurumu yayınlarından  Publications de la Société d'histoire turque, Volume 9, 1932.
- Encyclopædia Britannica: a new survey of universal knowledge : Article biographique Jomini(Antoine-Henri de) (Volume 13) par Walter Yust, Encyclopædia Britannica, 1956.
- L'art de la guerre par Émile Wanty, Marabout Université, Éditions Gérard & Co, Verviers, 1967 pour les tomes 1 et 2 et 1968 pour le tome 3.
- Heard round the world: the impact abroad of the Civil War de  Harold Melvin Hyman et Harry Cranbrook Allen (Knopf, 1969) : « The first professionnal reports published in France on the Civil War came from the hand of a Swiss staff officer, the editor of the Revue militaire suisse, Major Ferdinand Lecomte ..   » p. 141 et suiv.
- Studies in war and peace de Michael Eliot Howard (Temple Smith, 1970).
- The War for the Union de Allan Nevins (Scribner, 1971).
- Jomini et la stratégie: une approche historique de l'œuvre d'Ami-Jacques Rapin (Editions Payot Lausanne, 2002)  (ISBN 2601032979 et 9782601032970).

Ou même dans une œuvre romanesque comme  Beauregard de Maurice Denuzière (Denoël, 1998).

## Sources
Fonds : Lecomte (Ferdinand) (1773-1999). Collection : Archives privées; Cote : CH-000053-1 P Le Comte. Archives cantonales vaudoises (présentation en ligne).